# Южный вокзал (станция метро, Франкфурт-на-Майне)
Южный вокзал (нем. Südbahnhof) — станция метрополитена Франкфурта-на-Майне. Конечная станция для четырёх линий общественного транспорта, в том числе для трёх линий метро: U1, U2, U3 и линии метротрама U8. Построена 29 сентября 1984 года, станция подземного типа.

## История
Южный вокзал открыт 15 ноября 1873 года в составе линии "Baebra", поэтому до 1876 года он назывался Baebraer Bahnhof, "Вокзал Бебра". В 1876году переименован в Южный. Постепенно все рейсы от соседних вокзалов были переданы на него, и к 1924 году он стал одним из трёх основных вокзалов Франкфурта. Станция метро под Южным вокзалом открыта в 1984 году, при этом большую часть вокзала снесли и отстроили заново, не уцелело только депо.

## Движение
Южный вокзал - основной узел для поездов, следующих в южные пригороды Франкфурта. Рядом с ним находится также остановка трамвая.
Все поезда метро заканчиваются на вокзале, дальше на юг следуют только поезда дальнего следования, Интерсити-Экспрессы и S-Bahn.